# Ursulinnen (Brussel)

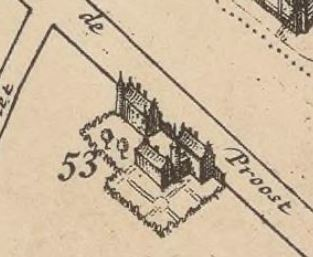
Klooster en school van de Ursulinnen op een stadsplan van 1695.

De Ursulinnen van Brussel waren een kloostergemeenschap die zich van 1662 tot 1798 richtte op meisjesonderwijs.

## Geschiedenis
De Ursulinnen van Bergen stuurden in 1661 Catherine Malapert en Anne-Marie de Bourlez uit om de weg vrij te maken voor de opening van een Brusselse vestiging. De stadsmagistraat ging in 1662 akkoord mits een aantal voorwaarden (niet meer dan zestien zusters, niet ten laste van de bevolking leven en taksen betalen zonder vrijstelling). Nochtans hadden de Dames van Berlaymont geprotesteerd tegen de komst van hun concurrentes, terwijl in de lagere niche ook de Brusselse schoolmeesteressen zich zouden beklagen over het gratis onderwijs dat de Ursulinnen soms verstrekten. Niettemin opende de school in 1664, jaar waarin koning Filips IV van Spanje en aartsbisschop Andreas Creusen groen licht gaven. Er was zowel een kostschool als een externaat. Op 2 november 1665 organiseerden de Ursulinnen zich als klooster en verkozen ze Malapert tot priores.
In geen tijd telde hun college honderden leerlingen. Ze keken uit om te verhuizen naar het ruimere Hof van Bucquoy aan de Zavel, maar landvoogd Monterey stak daar een stokje voor. Uiteindelijk namen ze in 1672 hun intrek in het Hof van Havré aan de Prooststraat, waar de hertogin van Havré nog lange tijd bleef inwonen. Zo zaten ze dicht bij de Jezuïeten, bij wie de Ursulinnen sterk aanleunden. Ze deden een aantal kleine aanpassingen en lieten een kloosterkapel aanbouwen, waarin een Martelaarschap van de H. Ursula van Jan Cossiers werd aangebracht. Nog in 1672 kregen de Ursulinnen te maken met de scholaster van Brussel, die processen aanspande voor de Raad van Brabant om greep te krijgen op hun school. Ondanks een aanvankelijke veroordeling werd deze poging afgeslagen.
Tijdens verblijven in Brussel maakte Laura Martinozzi, hertogin van Modena, kennis met het onderwijs van de Ursulinnen. Onder de indruk van wat ze zag (er waren rond 1680 een veertigtal zusters en meer dan 800 leerlingen), nodigde ze hen uit om een vestiging te beginnen in Rome, nadat ze via haar dochter Maria van Modena, die koningin van Engeland was, de weg had vrijgemaakt bij Paus Innocentius XI (bul uit 1684). Nog hetzelfde jaar zakten drie Brusselse en drie Bergense Ursulinnen af naar Rome. De dood van hun beschermvrouwe stelde hen nog even voor moeilijkheden, maar uiteindelijk zou de instelling in Rome tot grote bloei komen. In 1691 stuurde het Brusselse huis op vraag van de paus nog eens drie zusters.
Het bombardement van 1695 trof de Ursulinnen lelijk, maar vooral verkeerde beleggingen en een proces tegen baron Jean-François della Faille brachten hen financieel uit evenwicht. Om achterstallen aan te zuiveren zagen ze zich gedwongen dochters van leveranciers te aanvaarden in hun exclusieve kostschool. Dit werd echter door het vermogende doelpubliek niet direct gewaardeerd. Het leerlingenaantal daalde hierdoor tot 400 in 1720 en het duurde tot het midden van de 18e eeuw vooraleer overste Knoppert het huis weer op orde kreeg. In 1757 publiceerden de Brusselse Ursulinnen een verzorgde catechismus.
Het Franse bewind dwong de Ursulinnen in 1798 hun klooster te sluiten. Ze verwierven de proosdij van de Kapellekerk en zetten daar hun pensionaat verder. In 1802 bundelden ze de krachten met de Visitandinnen, die hetzelfde lot hadden ondergaan, en openden ze gezamenlijk met hen een school in de Stuiversstraat. Na enkele jaren kwam een onderwijscongregatie uit Melsbroek versterking bieden voor het lesgeven. Na de Belgische onafhankelijkheid en het uitsterven van de oude zusters beslisten zij om de Ursulinnenregel te volgen in Melsbroek en de Visitandinnenregel in het bijhuis te Sint-Kwintens-Lennik.

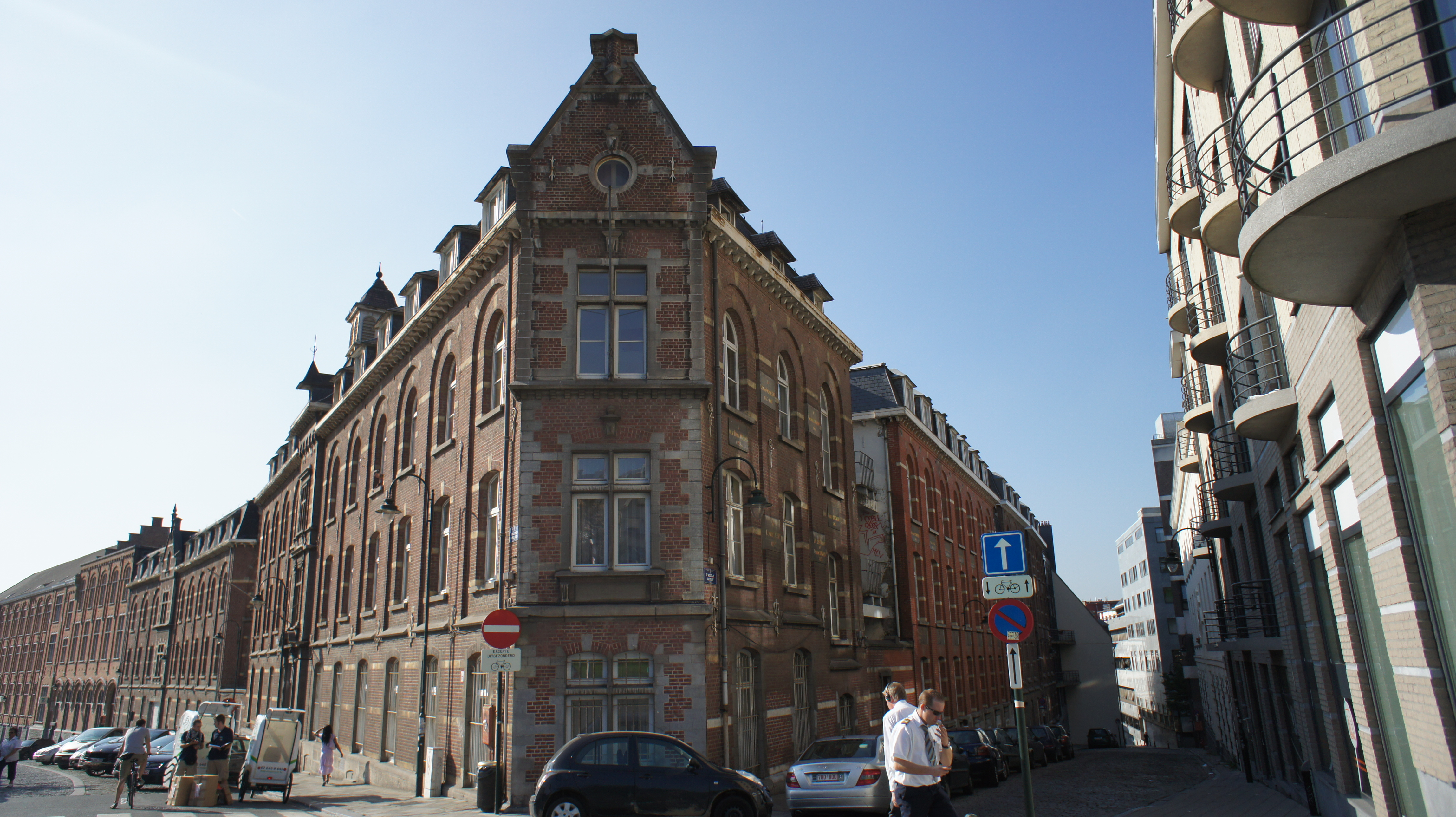
Rusthuis Ter Ursulinen op de hoek van de Accolaystraat en de Ursulinenstraat (1895-1903)

## Herbestemming
Na de uitdrijving van de Ursulinnen werd een rusthuis ondergebracht in hun gebouwen dankzij liefdadige steun van Gregorius s'Jongers (1805). Drie jaar later deed Napoleon Bonaparte het rusthuis over aan de stad. De oude gebouwen ruimden in 1895-1903 plaats voor een nieuw complex met binnentuin naar plannen van Victor Evrard, gefinancierd door Ernest Brugmann. Tegenwoordig is dit rusthuis Ter Ursulinen eigendom van het Brusselse OCMW.

## Oversten
- Marie-Catherine Malapert (1665-)
- Marie-Augustine Knoppert
- Marie-Ursule van Soust
- Rosalie Mertens (-1798)

## Voetnoten
1. ↑  Instructions sur la Doctrine Chrétienne puisées dans les meilleures sources à l'usage des Religieuses Ursulines, Brussel, 1757